# Sulfat de crom

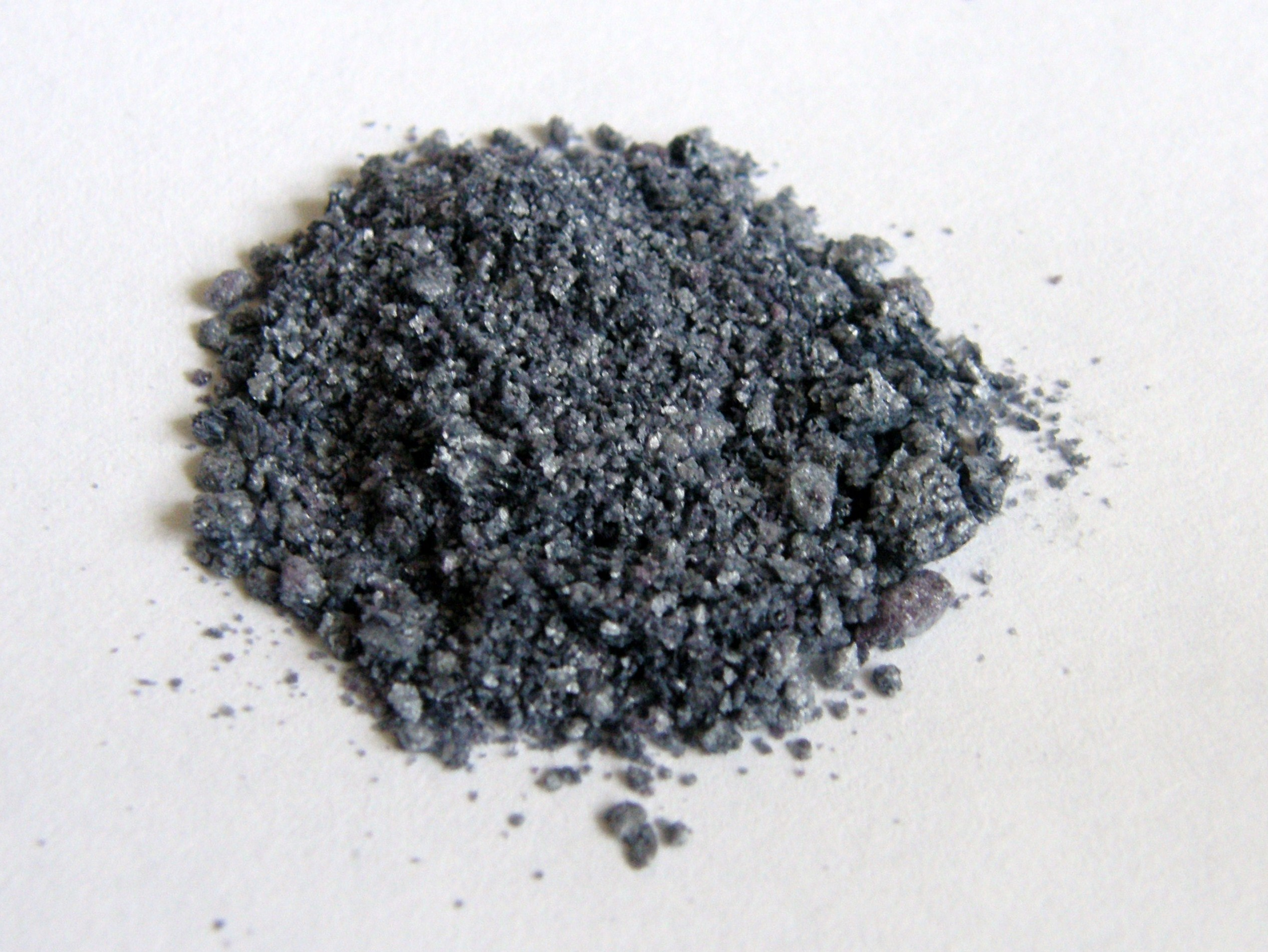
Aspect

Sulfatul de crom este o sare a cromului cu acidul sulfuric, cu formula chimică Cr2(SO4)3. Se poate obține prin reducerea Cr6+ din dicromatul de potasiu, în reacții de oxido-reducere în mediu acid. Are o culoare verde sau purpurie.